# Kamimuria lii
Kamimuria lii és una espècie d'insecte pertanyent a la família dels pèrlids que es troba a la Xina: Guizhou.